# David Louhoungou
David Louhoungou, né le 28 février 1989 à Paris (France), est un footballeur franco-congolais. Il évolue au poste de milieu défensif ou de défenseur central.

## Biographie
Passé par l'INF Clairefontaine, David Louhoungou est formé au Stade rennais. Il fait partie de la génération sacrée championne de France des 18 ans en 2007, puis qui remporte la Coupe Gambardella en 2008. Lors de la finale de cette dernière compétition, il est titulaire en défense centrale, au côté de Samuel Souprayen. Après avoir disputé un total de 34 matchs de CFA avec la réserve du club breton, David Louhoungou est laissé libre par son club formateur en 2009.
Le joueur est alors recruté par l'Hamilton AFC, avec lequel il découvre le championnat écossais, et fait ses débuts en équipe du Congo, avec laquelle il cumulera onze sélections jusqu'en 2013. Durant l'hiver, après six rencontres disputées en Écosse, il rejoint Kocaelispor, classé dernier de deuxième division turque, mais n'y joue qu'un seul match en l'espace de sept mois,. En septembre 2010, après une mise à l'essai de deux semaines, il s'engage pour un an avec l'US Boulogne, qui évolue en Ligue 2, et fait ainsi son retour en France. Il retrouve dans l'effectif boulonnais Vincent Pajot et Guillaume Borne, côtoyés à Rennes durant sa formation. Mais David Louhoungou ne fera aucune apparition en championnat avec Boulogne, devant se contenter d'une titularisation en Coupe de la Ligue et de deux titularisations en Coupe de France.
Il poursuit ensuite sa carrière en CFA, jouant une saison à l'AS Cannes et à l'AS Beauvais Oise. Après plusieurs mois à multiplier les essais en Angleterre, en Écosse et en Bulgarie, il rejoint finalement l'Algérie en janvier 2014, signant en faveur de la JSM Béjaïa et y retrouve Kamel Djabour, son ancien sélectionneur en équipe du Congo. Il n'y joue que quatre matchs en première division algérienne. Après cette expérience, il retourne en France et s'installe près de Nantes, auprès de sa famille. Il s'occupe des jeunes du club d'athlétisme de Rezé, et finit par prendre une licence au FC Rezé, au niveau amateur, en novembre 2014. Un peu moins d'un an plus tard, il retrouve le niveau CFA en rejoignant l'US Roye-Noyon, où il évolue durant une saison.

## Palmarès
- 2007 : Champion de France des 18 ans
- 2008 : Coupe Gambardella